# 21708 Mulhall
A 21708 Mulhall (ideiglenes jelöléssel 1999 RV90) a Naprendszer kisbolygóövében található aszteroida. A LINEAR projekt keretében fedezték fel 1999. szeptember 7-én.